# Drymus latus
Drymus latus, auch Breite Waldwanze genannt, ist eine Wanze aus der Familie der Rhyparochromidae.

## Merkmale
Die Wanzen werden 4,8 bis 5,9 Millimeter lang. Die Arten der Gattung sind nur schwer zu bestimmen. Bei Drymus latus sind die Schienen (Tibien) mit langen, aufrechten Haaren versehen und die Schenkel (Femora) der Vorderbeine haben ein großes oder zwei bis drei kleinere Zähnchen. Auf der glänzenden Unterseite des Hinterleibs tragen die Tiere vereinzelt Härchen.

## Verbreitung und Lebensraum
Die seltene Art ist in Europa verbreitet und kommt vor allem im südlichen West- und Mitteleuropa und bis in den Norden der Mittelmeerländer vor. Im Südosten reicht das Verbreitungsgebiet bis zum Schwarzen Meer. In Deutschland ist die Art nur vereinzelt im Süden, bis an den Nordrand der Mittelgebirge nachgewiesen. In Österreich ist die Art selten, aber in allen Bundesländern nachgewiesen. Man findet die Art sowohl in trockenen und temperaturbegünstigten, als auch an feuchten offenen Lebensräumen, sowohl auf lehmigen, sandigen oder felsigen Böden. Am häufigsten lebt sie jedoch auf Kalk.

## Lebensweise
Über die Lebensweise der Art ist wenig bekannt. Sie lebt im Boden unter der Streu und Moos. Seltener findet man Imagines auch auf den Pflanzen. Die Art scheint an Lippenblütler (Lamiaceae) gebunden zu sein; man findet sie in Deutschland zumeist unter Thymianen (Thymus). Dicker Moosbewuchs scheint jedoch auch wichtig für sie zu sein. Pro Jahr entwickelt sich offenbar eine Generation, die ab August, seltener schon ab Mitte Juli adult wird.

## Belege